# Liste der Baudenkmale in Schortens
In der Liste der Baudenkmale in Schortens sind alle Baudenkmale der niedersächsischen Gemeinde Schortens aufgelistet. Die Quelle der Baudenkmale ist der Denkmalatlas Niedersachsen. Der Stand der Liste ist der 31. August 2022.

## Allgemein
In den Spalten befinden sich folgende Informationen:
- Lage: die Adresse des Baudenkmales und die geographischen Koordinaten. Kartenansicht, um Koordinaten zu setzen. In der Kartenansicht sind Baudenkmale ohne Koordinaten mit einem roten Marker dargestellt und können in der Karte gesetzt werden. Baudenkmale ohne Bild sind mit einem blauen Marker gekennzeichnet, Baudenkmale mit Bild mit einem grünen Marker.
- Bezeichnung: Bezeichnung des Baudenkmales
- Beschreibung: die Beschreibung des Baudenkmales. Unter § 3 Abs. 2 NDSchG werden Einzeldenkmale und unter § 3 Abs. 3 NDSchG Gruppen baulicher Anlagen und deren Bestandteile ausgewiesen.
- ID: die Objekt-ID des Baudenkmales
- Bild: ein Bild des Baudenkmales, ggf. zusätzlich mit einem Link zu weiteren Fotos des Baudenkmals im Medienarchiv Wikimedia Commons. Wenn man auf das Kamerasymbol klickt, können Fotos zu Baudenkmalen aus dieser Liste hochgeladen werden:

## Accum
| Lage                                                 | Bezeichnung                           | Beschreibung | ID       | Bild           |
| ---------------------------------------------------- | ------------------------------------- | --- | -------- | -------------- |
| An der Mühle 17 53° 32′ 47″ N, 8° 1′ 10″ O           | Accumer Mühle                         | Die Mühle ist ein einstöckiger Galerieholländer mit Windrose, Unterbau in Ziegel-Achtkant mit Reetdeckung, Kappe und Flügel erhalten, Ausstattung mit Mahlwerk vorhanden, zu Schauzwecken in Funktion. Baujahr 1746. | 35686698 | Weitere Bilder |
| Edoburger Straße 3 53° 32′ 56″ N, 8° 1′ 16″ O        | Gulfhaus                              | Gulfhaus vom ostfriesischen Typ; Scheunenteil mit Oberrähmgefüge wohl 18. Jh.; Eingerückter Wohnteil um 1800 errichtet. | 35686857 | BW             |
| Mennhausen 5 53° 33′ 6″ N, 8° 2′ 10″ O               | Gulfhaus                              | Gulfhaus mit eingerücktem Wohnteil von 1797, Scheune Ende 19. Jh. umgebaut. | 35686914 | BW             |
| Mennhausen 5 53° 33′ 6″ N, 8° 2′ 8″ O                | Backhaus                              | In der 2. Hälfte des 19. Jh. errichteter Ziegelbau unter Satteldach. Klötzchenfries an der Traufe. | 35686886 | BW             |
| Mennhauser Straße 3 53° 32′ 37″ N, 8° 0′ 44″ O       | Pastorat                              | Zweigeschossiger Ziegelbau unter Walmdach, „1726“ unter Verwendung älterer Reste errichtet. Sandsteintafel mit Inschrift über dem Portal an der dreiachsigen Schmalseite. Pfarrgarten. | 35686779 | BW             |
| Mennhauser Straße 4 53° 32′ 36″ N, 8° 0′ 41″ O       | St.-Willehad-Kirche                   | 1719 Neubau einer barocken Saalkirche aus Backstein, Sandsteinportal mit Inschriftkartusche und Relief mit 2 wappenhaltenden Löwen, über dem Ostgiebel Dachreiter mit offener Laterne. Innen Balkendecke. Grabmal des Tido v. Inn- und Kniphausen (gest. 1565) und seiner Frau Eva v. Rennenborch (gest. 1579); Arbeit eines niederländischen Bildhauers aus belgischem Syenit, angefertigt 1567, die lebensgroß dargestellten Verstorbenen in Hochrelief. Kanzel und Kastengestühl mit Traljengittern aus der Erbauungszeit der Kirche. Auf der Westempore zwischen Priechen ein kleiner Orgelprospekt, 1704/1705 von Arp Schnitger. | 35686727 | Weitere Bilder |
| Mennhauser Straße 4 53° 32′ 35″ N, 8° 0′ 42″ O       | St.-Willehad-Kirche (Glockenturm)     | Mittelalterlicher Glockenturm des Parallelmauertyps, gehörte zum Vorgängerbau der heutigen Kirche. | 35686755 | BW             |
| Mennhauser Straße 4 53° 32′ 35″ N, 8° 0′ 40″ O       | St.-Willehad-Kirche (Friedhof)        | Die Kirche umgebender Friedhof, Aufgang an der Nordwestseite. | 35686407 | BW             |
| Mennhauser Straße 7 53° 32′ 34″ N, 8° 0′ 46″ O       | Fernmelde-Verstärkerstelle            | Fernmelde-Verstärkungsstelle, wohl kurz vor dem 2. Weltkrieg zur Tarnung in der Art einer gulfhofähnlichen Anlage errichtet. Verklinkerter Betonbau mit der Kubatur eines Gulfhauses. | 35690006 | BW             |
| Mennhauser Straße 7 53° 32′ 33″ N, 8° 0′ 45″ O       | Fernmelde-Verstärkerstelle (Wohnhaus) | Eingeschossiger, verklinkerter Betonbau unter Krüppelwalmdach. Mittiger Eingang an der Traufseite, betont durch ein Zwerchhaus. Um 1938 errichtet. | 35690058 | BW             |
| Mennhauser Straße 7 53° 32′ 33″ N, 8° 0′ 45″ O       | Fernmelde-Verstärkerstelle (Wohnhaus) | Eingeschossiger verklinkerter Betonbau auf hohem Sockelgeschoss unter traufständigem Krüppelwalmdach. Mittiger Eingang mit vorgelegter Freitreppe, Mittelachse durch Zwerchhaus betont. eingeschossiger Wirtschaftstrakt am Südgiebel. | 35690032 | BW             |
| Wilhelmshavener Straße 5f 53° 32′ 39″ N, 8° 0′ 44″ O | Wohnhaus                              | Giebelständiger, eingeschossiger Ziegelbau unter Satteldach; fünfachsige Fassade mit mittigem Eingang, darüber zweiflügelige Ladeluke, flankiert von je einem Fenster. Erbaut Ende des 19. Jh. | 35686832 | BW             |

## Schortens
| Lage                                              | Bezeichnung                        | Beschreibung | ID       | Bild           |
| ------------------------------------------------- | ---------------------------------- | --- | -------- | -------------- |
| Bahnhofstraße 228 53° 32′ 55″ N, 7° 58′ 13″ O     | Wohnhaus                           | Eingeschossiger Putzbau mit Drempel unter Satteldach. Wandgliederung durch Ecklisene in Scheinquaderung, Gesimse und Fensterverdachungen; Freigespärre. Erbaut ca. 1900. | 35687070 | BW             |
| Bahnhofstraße 228 53° 32′ 55″ N, 7° 58′ 11″ O     | Scheune                            | Gulfscheune mit Längsdurchfahrt. Gliederung durch Traufgesimse u. leichte Fensterverdachungen, erbaut ca. 1900. | 35687095 | BW             |
| Brantstätte 108 53° 31′ 35″ N, 7° 59′ 57″ O       | Gulfhaus                           | Gulfhaus mit eineinhalbgeschossigem Wohnteil unter Satteldach. Gliederung durch Gurtgesims, Giebelgestaltung mit Blendnischen. Um 1900 errichtet. | 35686672 | BW             |
| Brauerweg 6 53° 32′ 41″ N, 7° 56′ 35″ O           | Villa                              | Villa mit großem Gartengrundstück. Eineinhalbgeschossiger Putzbau, durch Ecktürmchen und Zwerchhäuser belebte Drempelzone in Zierfachwerk. Erbaut 1906. | 35687120 | BW             |
| Brauerweg 6 53° 32′ 42″ N, 7° 56′ 34″ O           | Gartengrundstück                   | | 35686509 | BW             |
| Elisenweg 5 53° 31′ 36″ N, 7° 56′ 49″ O           | Gulfhaus                           | Um 1900 erbautes Gulfhaus mit Ziegelwänden. Wohnteil mit Gliederung durch Gesimse. | 35687491 | BW             |
| Elisenweg 5 53° 31′ 35″ N, 7° 56′ 49″ O           | Backhaus                           | Fachwerkbau unter Satteldach, teilweise mit Lehmstakenausfachung. | 35687518 | BW             |
| Ginsterweg 10 53° 32′ 7″ N, 7° 55′ 29″ O          | Kloster Oestringfelde (Wohnhaus)   | Eineinhalbgeschossiger Ziegelbau unter Krüppelwalmdach. Östliche Traufseite nachträglich zweigeschossig ausgebaut, Klötzchenfries an Traufen und Ortgängen, erbaut 1869. | 35687208 | BW             |
| Ginsterweg 10 53° 32′ 11″ N, 7° 55′ 28″ O         | Kloster Oestringfelde (Turm)       | Turmreste mit Granitquadermauerwerk über einem quadratischen Grundriss (ca. 13x13). Grundsteinlegung des Wehrturm war 1323, der Abbruch erfolgte 1769. | 35687178 | BW             |
| Ginsterweg 10 53° 32′ 10″ N, 7° 55′ 31″ O         | Kloster Oestringfelde (Park)       | | 35687146 | BW             |
| Jeversche Straße 66 53° 32′ 48″ N, 7° 55′ 49″ O   | Gulfhaus                           | Gulfhaus, eingeschossiger Ziegelbau mit eingerücktem Wohnteil unter Satteldach. Gliederung durch leichte Fensterverdachungen. Erbaut um 1905. | 35687237 | BW             |
| Kirchstraße 53° 31′ 40″ N, 7° 56′ 49″ O           | St. Stephanus                      | Einschiffiger romanischer Granitquader- und Tuffsteinbau mit Ostapsis, 1153 erbaut. Nordwand nach Einsturz 1400 mit Ziegelmauerwerk, Westwand 1680 erneuert. Innen flache Balkendecke. Lettner aus dem frühen 15. Jh., Empore von 1730. Kreuzigungsaltar aus dem späten 15. Jh.; Predella 1666, Kanzel 1642 aus der Nachfolge des Bildhauers Münstermann. Jugendstiltaufe von 1910. | 35687569 | Weitere Bilder |
| Kirchstraße 53° 31′ 40″ N, 7° 56′ 47″ O           | St. Stephanus (Glockenturm)        | Ziegelbau unter Zeltdach aus dem frühen 16. Jh., 1728 erneuert (Maueranker). Schallöffnungen im oberen Bereich. | 35687599 |                |
| Kirchstraße 53° 31′ 41″ N, 7° 56′ 49″ O           | St. Stephanus (Friedhof)           | Auf der Kirchwurt gelegener Friedhof mit älteren Grabsteinen und -kellern. Sandstein-Grabplatten als Türfüllung vermauert und am Turm angesetzt. Eiserne Pforte zwischen neueren gemauerten Pfeilern mit Sandsteinaufsätzen. | 35687542 | BW             |
| Klein-Ostiemer-Weg 98 53° 31′ 47″ N, 7° 57′ 46″ O | Gulfhaus                           | Gulfhaus vom ostfriesischen Typ, eingerückter Wohnteil unter Satteldach. Stallflügel an der südlichen Traufseite des Wirtschaftsteils, erbaut ca. 1900. | 35687648 | BW             |
| Menkestraße 53° 32′ 8″ N, 7° 56′ 51″ O            | Jüdischer Friedhof Schortens       | | 35687675 |                |
| Menkestraße 53° 31′ 45″ N, 7° 56′ 48″ O           | Gedenkstätte                       | Hainartige Anlage mit zwei Kriegerdenkmälern in kubistisch abstrahierter Tempelform für die Gefallenen der beiden Weltkriege. Mauer als Einfriedung. | 35690106 | BW             |
| Nerder Weg 12 53° 31′ 19″ N, 7° 55′ 28″ O         | Gulfhaus                           | 1905 errichtetes Gulfhaus, Wohnteil eingeschossiger Ziegelbau mit Gliederung in Form von Gesimsen und Fensterverdachungen. | 35687465 | BW             |
| Oldenburger Straße 107 53° 32′ 7″ N, 7° 58′ 29″ O | Hof Cassens                        | Gulfhaus mit eingeschossigem Wohnteil in Ziegelbauweise unter Satteldach. Gliederung durch Traufgesimse. Erbaut Ende 19. Jh., Wirtschaftsteil jünger. | 35687415 | BW             |
| Osterweg 7 53° 32′ 7″ N, 7° 58′ 23″ O             | Gulfhaus                           | Gulfhaus mit einem eingeschossigen Wohnteil, Wandgliederung durch Gesimse und Fensterverdachungen. Erbaut Ende 19. Jh. | 35687305 | BW             |
| Osterweg 7 53° 32′ 8″ N, 7° 58′ 23″ O             | Nebengebäude                       | Eingeschossiger Ziegelbau unter giebelständigem Satteldach. Erbaut um 1900. | 35687333 | BW             |
| Osterweg 9 53° 32′ 6″ N, 7° 58′ 25″ O             | Gulfhaus                           | Gulfhaus vom ostfriesischen Typ | 35687415 | BW             |
| Schoost 55a 53° 31′ 31″ N, 7° 53′ 33″ O           | Forsthaus Upjever                  | Urspr. kleiner Ziegelbau mit steilem Satteldach, wohl 1914 nach Westen vergrößert, Verandaanbau unter Flachdach. Türgewände wiederverwendet aus ehem. klassizistischem Forsthaus (um 1930) Nebengebäude | 35688216 | BW             |
| Schoost 55a 53° 31′ 33″ N, 7° 53′ 28″ O           | Forsthaus Upjever (Scheune)        | Backsteinscheune mit Krüppelwalmdach. Um 1880 errichtet. | 35688189 | BW             |
| Schoost 55a 53° 31′ 31″ N, 7° 53′ 30″ O           | Forsthaus Upjever (Querdielenhaus) | Querdielenhaus, erbaut 1879 mit älteren Resten. | 35688162 | BW             |
| Theilenweg 8 53° 32′ 12″ N, 7° 58′ 24″ O          | Schule                             | Eingeschossiger, langgestreckter Ziegelbau unter Krüppelwalmdach. 1888 eingeweiht. | 35687442 | BW             |

## Sillenstede
| Lage                                                | Bezeichnung               | Beschreibung | ID       | Bild           |
| --------------------------------------------------- | ------------------------- | --- | -------- | -------------- |
| Connhausen 1 53° 34′ 13″ N, 8° 1′ 45″ O             | Hof Connhausen (Wohnhaus) | Zweigeschossiger Ziegelbau unter Walmdach. Siebenachsige Fassade, die drei mittleren mit halbrunden, eingeschossigem Vorbau und Dreiecksgiebel hervorgehoben. Eingang an der dreiachsigen Schmalseite durch mittiges Rundbogenportal mit einer Rahmung. Baudekor in Form von Ziegelziersetzungen u. a. im Eingangsbereich und am Runderker. 1923 von Theodor Eilers errichtet. Gartengrundstück mit bauzeitlicher Einfriedung. | 35687704 | BW             |
| Connhausen 1 53° 34′ 13″ N, 8° 1′ 44″ O             | Hof Connhausen (Scheune)  | Von Theodor Eilers 1923–25 errichtete Gulfscheune mit Krüppelwalmdach, durch einen Stallanbau mit dem Wohnhaus verbunden. | 35687733 | BW             |
| Georg-Janßen-Straße 7 53° 34′ 29″ N, 7° 59′ 23″ O   | Wohn-/ Wirtschaftsgebäude | Um 1895 errichteter eingeschossiger Ziegelbau unter Verwendung von älteren Teilen. Langgestreckter, traufständiger Bau, Walm an der Ostseite tiefer heruntergezogen. | 35687761 | BW             |
| Jeversche Landstraße 34 53° 33′ 59″ N, 7° 58′ 28″ O | Gulfhaus                  | Um 1910 errichtetes Gulfhaus mit eingerücktem Wohnteil. | 35688019 | BW             |
| Mühlenreihe 4 53° 35′ 33″ N, 7° 58′ 51″ O           | Gulfhaus                  | Gulfhaus mit eingerücktem Wohnteil. Innengerüst aus dem 19. Jh. mit Gebinden aus dem frühen 17. Jh. (Hochrähmgefüge, Oberrähmgefüge mit aufgerähmten Balken). | 35688048 | BW             |
| Mühlenreihe 6 53° 35′ 39″ N, 7° 58′ 29″ O           | Wohnhaus                  | Eingeschossiger Ziegelbau mit Gesims- und Lisenengliederung, erbaut 1914. | 35688105 | BW             |
| Mühlenreihe 6 53° 35′ 39″ N, 7° 58′ 31″ O           | Scheune                   | Gulfscheune mit Durchfahrtsdiele, ein wohl älteres Gerüst 1914 mit Ziegelaußenwänden in gleichen Zierformen wie das Wohnhaus umgebaut. | 35688076 | BW             |
| Mühlenstraße 53° 34′ 27″ N, 7° 59′ 15″ O            | St. Florian               | Granitquaderkirche, bereits Mitte des 12. Jh. erwähnt, 1233 nach Wiederherstellung erneut geweiht. Saalbau mit Ostapsis unter Satteldach. Hochsitzende Rundbogenfenster an den Traufseiten, Rundbogenportale, an der Nordseite vermauert. Oberer Bereich der Westseite in Backstein erneuert. Im Inneren flachgedecktes Kirchenschiff, Chorbereich durch massive Mauer mit Rundbogenöffnung abgetrennt. Seitlich gewölbte Ziborien, Säulen mit Kelchknospenkapitelle, Seitenaltäre. Im Bereich oberhalb der Ziborien, Säulennischen mit Steinfiguren aus dem 13. Jh. (Petrus und Paulus; Adrian und Johannes; Katharina und Cäcilia sowie Cosmas und Ansgar). Innenausstattung: In der flachgedeckten Apsis; Kreuzigungsaltar um 1520, Mittelschrein Relief mit Kreuzigungsszene, Sandsteintaufe aus der 2. Hälfte des 13. Jh. mit Reliefs, u. a. Anbetung der Könige und Taufe Jesu. Kanzel aus dem 17. Jh.; Grabplatte mit Flachrelief des verstorbenen Pastors Wagner, 1651; Orgelprospekt und Werk 1752 von A. Berner, zeitgleich Westempore. Aus dem 18. Jh. Prieche an der Nordseite. | 35687859 | Weitere Bilder |
| Mühlenstraße 53° 34′ 26″ N, 7° 59′ 16″ O            | St. Florian (Glockenturm) | Glockenturm aus der ersten Hälfte des 13. Jh. | 35687888 |                |
| Mühlenstraße 53° 34′ 28″ N, 7° 59′ 16″ O            | Kriegerdenkmal            | Kriegerdenkmal errichtet zum Gedenken der Gefallenen 1870/71. Säule auf einem Stufenpodest mit Adlerbekrönung. | 35687915 | BW             |
| Mühlenstraße 5 53° 34′ 27″ N, 7° 59′ 9″ O           | Gulfhaus                  | Gulfhaus aus der 2. Hälfte des 19. Jh. Wohnteil unter giebelständigen Satteldach, fünfachsiger Giebel mit mittigem Eingang. An der südlichen Traufseite Anbau einer Schmiede, ebenfalls unter giebelständigem Satteldach. | 35687966 | BW             |
| Osterpiep 7b 53° 34′ 33″ N, 7° 59′ 29″ O            | Windmühle                 | Holländerwindmühle (datiert 1891) mit verbreitetem Unterbau, darauf Galerie: Achtkant mit Reet und Schindeln gedeckt; Kopf mit Windrose und Flügeln erneuert. | 35687938 |                |
| Schulweg 11 53° 34′ 25″ N, 7° 59′ 3″ O              | Gulfhaus                  | Kleines Gulfhaus in Ziegelbauweise unter Krüppelwalmdach, erbaut in der 2. Hälfte des 19. Jh. | 35687993 | BW             |
| Stummeldorf 5 53° 34′ 2″ N, 7° 59′ 29″ O            | Gulfhaus                  | Gulfhaus in Ziegelbauweise, erbaut 1880. | 35687786 | BW             |
| Wulfswarfe 1 53° 34′ 11″ N, 8° 0′ 49″ O             | Gulfhaus                  | Gulfhaus mit eingerücktem Wohnteil aus dem frühen 19. Jh., die Scheune mit einem Innengerüst von 1872 (Oberrähmkonstruktion). | 35688134 | BW             |

## Upjever

### Fliegerhorst Jever
| Lage                                             | Bezeichnung                            | Beschreibung | ID       | Bild |
| ------------------------------------------------ | -------------------------------------- | ------------ | -------- | ---- |
| Fliegerhorst Upjever 53° 31′ 55″ N, 7° 52′ 51″ O | Wartungs-/Instandsetzungshalle         |              | 35689813 | BW   |
| Fliegerhorst Upjever 53° 31′ 53″ N, 7° 53′ 0″ O  | Wartungs-/Instandsetzungshalle         |              | 35689764 | BW   |
| Fliegerhorst Upjever 53° 32′ 11″ N, 7° 53′ 16″ O | Flugzeughalle                          |              | 35689862 | BW   |
| Fliegerhorst Upjever 53° 32′ 16″ N, 7° 53′ 12″ O | Wartungs-/Instandsetzungshalle         |              | 41170190 | BW   |
| Fliegerhorst Upjever 53° 32′ 14″ N, 7° 53′ 31″ O | Unteroffiziers-/ Mannschaftsheim       |              | 35689667 | BW   |
| Fliegerhorst Upjever 53° 32′ 16″ N, 7° 53′ 21″ O | Turnhalle                              |              | 41176872 | BW   |
| Fliegerhorst Upjever 53° 32′ 19″ N, 7° 53′ 17″ O | Militärpfarramt                        |              | 41168965 | BW   |
| Fliegerhorst Upjever 53° 32′ 22″ N, 7° 53′ 33″ O | Offiziersunterkünfte                   |              | 39939006 | BW   |
| Fliegerhorst Upjever 53° 32′ 24″ N, 7° 53′ 32″ O | Offiziersheim                          |              | 35689616 | BW   |
| Fliegerhorst Upjever 53° 32′ 23″ N, 7° 53′ 29″ O | Offiziersunterkünfte                   |              | 39938934 | BW   |
| Fliegerhorst Upjever 53° 32′ 21″ N, 7° 53′ 22″ O | ehem. Mannschafts-/ Offizierswohnungen |              | 35689516 | BW   |
| Fliegerhorst Upjever 53° 32′ 24″ N, 7° 53′ 23″ O | ehem. Mannschaftsunterkünfte           |              | 35689466 | BW   |
| Fliegerhorst Upjever 53° 32′ 25″ N, 7° 53′ 19″ O | ehem. Mannschaftsunterkünfte           |              | 35689591 | BW   |
| Fliegerhorst Upjever 53° 32′ 24″ N, 7° 53′ 16″ O | ehem. Mannschaftsunterkünfte           |              | 35689491 | BW   |
| Fliegerhorst Upjever 53° 32′ 22″ N, 7° 53′ 15″ O | ehem. Mannschafts-/ Offizierswohnungen |              | 35689541 | BW   |
| Fliegerhorst Upjever 53° 32′ 21″ N, 7° 53′ 19″ O | ehem. Mannschafts-/ Offizierswohnungen |              | 35689566 | BW   |
| Fliegerhorst Upjever 53° 32′ 26″ N, 7° 53′ 13″ O | Kino                                   |              | 35689740 | BW   |
| Fliegerhorst Upjever 53° 32′ 25″ N, 7° 53′ 10″ O | Stabsgebäude                           |              | 35689716 | BW   |
| Fliegerhorst Upjever 53° 32′ 23″ N, 7° 53′ 8″ O  | Verwaltungsgebäude                     |              | 41332241 | BW   |
| Fliegerhorst Upjever 53° 32′ 27″ N, 7° 53′ 2″ O  | Handwerkergebäude                      |              | 41168929 | BW   |
| Fliegerhorst Upjever 53° 32′ 25″ N, 7° 52′ 56″ O | Kommandantur                           |              | 35689351 | BW   |
| Fliegerhorst Upjever 53° 32′ 28″ N, 7° 53′ 7″ O  | Wache                                  |              | 35689442 | BW   |
| Fliegerhorst Upjever 53° 32′ 29″ N, 7° 53′ 3″ O  | Ausweisstelle                          |              | 35689692 | BW   |
| Fliegerhorst Upjever 53° 32′ 29″ N, 7° 52′ 48″ O | Kfz-Hof (Staffelgebäude)               |              | 35689376 | BW   |

### Waldsiedlung Fliegerhorst Upjever
Die 1936 für die Angestellten des Fliegerhorstes in Upjever angelegte Siedlung besitzt eine Bebauung mit Doppel- und Mehrfamilienhäuser, die sich an den drei Hauptstraße aufreihen. Eine Monotonie wird dadurch vermieden, dass die Häuser trauf- bzw. giebelständig angeordnet sind, es keine schnurgerade Straßenführung gibt und einzelne Häuser zurückgesetzt sind, so dass platzartige Aufweitungen entstehen. Die Struktur der Siedlung folgt damit den Prinzipien der Gartenstadtbewegung, die eine weiträumige und niedrige Bebauung auf Gartengrundstücken propagierte.

| Lage                                                      | Bezeichnung      | Beschreibung | ID       | Bild |
| --------------------------------------------------------- | ---------------- | --- | -------- | ---- |
| Am alten Fliegerhorst 1 - 7 53° 32′ 31″ N, 7° 52′ 56″ O   | Mehrfamilienhaus | Eingeschossiger Ziegelbau mit steilem Satteldach; Symmetrisch aufgeteiltes Mehrfamilienwohnhaus, ausgebautes Dachgeschoss mit Gauben, Giebeldreiecke horizontal verbrettert. 1936 errichtet. | 35688629 | BW   |
| Am alten Fliegerhorst 2 / 4 53° 32′ 31″ N, 7° 52′ 58″ O   | Doppelhaus       | Eingeschossiger Ziegelbau mit steilem Satteldach. Doppelhaus mit symmetrischer Aufteilung. Augebautes Dachgeschoss mit Gauben, Giebeldreiecke horizontal verbrettert. 1936 errichtet.        | 35688657 | BW   |
| Am alten Fliegerhorst 6 / 8 53° 32′ 32″ N, 7° 52′ 59″ O   | Doppelhaus       | Eingeschossiger Ziegelbau mit steilem Satteldach. Doppelhaus mit symmetrischer Aufteilung. Augebautes Dachgeschoss mit Gauben, Giebeldreiecke horizontal verbrettert. 1936 errichtet.        | 35688685 | BW   |
| Am alten Fliegerhorst 9 - 15 53° 32′ 33″ N, 7° 52′ 56″ O  | Mehrfamilienhaus | Eingeschossiger Ziegelbau mit steilem Satteldach; Symmetrisch aufgeteiltes Mehrfamilienwohnhaus, ausgebautes Dachgeschoss mit Gauben, Giebeldreiecke horizontal verbrettert. 1936 errichtet. | 35688769 | BW   |
| Am alten Fliegerhorst 10 / 12 53° 32′ 33″ N, 7° 52′ 58″ O | Doppelhaus       | Eingeschossiger Ziegelbau mit steilem Satteldach. Doppelhaus mit symmetrischer Aufteilung. Augebautes Dachgeschoss mit Gauben, Giebeldreiecke horizontal verbrettert. 1936 errichtet.        | 35688713 | BW   |
| Am alten Fliegerhorst 14 / 16 53° 32′ 34″ N, 7° 52′ 59″ O | Doppelhaus       | Eingeschossiger Ziegelbau mit steilem Satteldach. Doppelhaus mit symmetrischer Aufteilung. Augebautes Dachgeschoss mit Gauben, Giebeldreiecke horizontal verbrettert. 1936 errichtet.        | 35688741 | BW   |
| Am alten Fliegerhorst 17 - 23 53° 32′ 35″ N, 7° 52′ 56″ O | Mehrfamilienhaus | Eingeschossiger Ziegelbau mit steilem Satteldach; Symmetrisch aufgeteiltes Mehrfamilienwohnhaus, ausgebautes Dachgeschoss mit Gauben, Giebeldreiecke horizontal verbrettert. 1936 errichtet. | 35688825 | BW   |
| Am alten Fliegerhorst 18 / 20 53° 32′ 36″ N, 7° 52′ 59″ O | Doppelhaus       | Eingeschossiger Ziegelbau mit steilem Satteldach. Doppelhaus mit symmetrischer Aufteilung. Augebautes Dachgeschoss mit Gauben, Giebeldreiecke horizontal verbrettert. 1936 errichtet.        | 35688797 | BW   |
| Am alten Fliegerhorst 22 53° 32′ 37″ N, 7° 52′ 59″ O      | Doppelhaus       | Eingeschossiger Ziegelbau mit steilem Satteldach. Doppelhaus mit symmetrischer Aufteilung. Augebautes Dachgeschoss mit Gauben, Giebeldreiecke horizontal verbrettert. 1936 errichtet.        | 35688851 | BW   |
| Am alten Fliegerhorst 24 / 26 53° 32′ 38″ N, 7° 53′ 0″ O  | Doppelhaus       | Eingeschossiger Ziegelbau mit steilem Satteldach. Doppelhaus mit symmetrischer Aufteilung. Augebautes Dachgeschoss mit Gauben, Giebeldreiecke horizontal verbrettert. 1936 errichtet.        | 35688908 | BW   |
| Am alten Fliegerhorst 25 - 31 53° 32′ 36″ N, 7° 52′ 56″ O | Mehrfamilienhaus | Eingeschossiger Ziegelbau mit steilem Satteldach; Symmetrisch aufgeteiltes Mehrfamilienwohnhaus, ausgebautes Dachgeschoss mit Gauben, Giebeldreiecke horizontal verbrettert. 1936 errichtet. | 35688880 | BW   |
| Am alten Fliegerhorst 28 - 34 53° 32′ 40″ N, 7° 53′ 0″ O  | Mehrfamilienhaus | Eingeschossiger Ziegelbau mit steilem Satteldach; Symmetrisch aufgeteiltes Mehrfamilienwohnhaus, ausgebautes Dachgeschoss mit Gauben, Giebeldreiecke horizontal verbrettert. 1936 errichtet. | 39583727 | BW   |
| Am alten Fliegerhorst 33 - 39 53° 32′ 38″ N, 7° 52′ 56″ O | Mehrfamilienhaus | Eingeschossiger Ziegelbau mit steilem Satteldach; Symmetrisch aufgeteiltes Mehrfamilienwohnhaus, ausgebautes Dachgeschoss mit Gauben, Giebeldreiecke horizontal verbrettert. 1936 errichtet. | 35688936 | BW   |
| Am alten Fliegerhorst 36 - 42 53° 32′ 42″ N, 7° 53′ 0″ O  | Mehrfamilienhaus | Eingeschossiger Ziegelbau mit steilem Satteldach; Symmetrisch aufgeteiltes Mehrfamilienwohnhaus, ausgebautes Dachgeschoss mit Gauben, Giebeldreiecke horizontal verbrettert. 1936 errichtet. | 39583805 | BW   |
| Am alten Fliegerhorst 41 / 43 53° 32′ 39″ N, 7° 52′ 58″ O | Doppelhaus       | Eingeschossiger Ziegelbau mit steilem Satteldach. Doppelhaus mit symmetrischer Aufteilung. Augebautes Dachgeschoss mit Gauben, Giebeldreiecke horizontal verbrettert. 1936 errichtet.        | 35688964 | BW   |
| Am alten Fliegerhorst 44 - 50 53° 32′ 43″ N, 7° 53′ 0″ O  | Mehrfamilienhaus | Eingeschossiger Ziegelbau mit steilem Satteldach; Symmetrisch aufgeteiltes Mehrfamilienwohnhaus, ausgebautes Dachgeschoss mit Gauben, Giebeldreiecke horizontal verbrettert. 1936 errichtet. | 39583921 | BW   |
| Am alten Fliegerhorst 45 / 47 53° 32′ 40″ N, 7° 52′ 58″ O | Doppelhaus       | Eingeschossiger Ziegelbau mit steilem Satteldach. Doppelhaus mit symmetrischer Aufteilung. Augebautes Dachgeschoss mit Gauben, Giebeldreiecke horizontal verbrettert. 1936 errichtet.        | 35688992 | BW   |
| Am alten Fliegerhorst 49 / 51 53° 32′ 41″ N, 7° 52′ 58″ O | Doppelhaus       | Eingeschossiger Ziegelbau mit steilem Satteldach. Doppelhaus mit symmetrischer Aufteilung. Augebautes Dachgeschoss mit Gauben, Giebeldreiecke horizontal verbrettert. 1936 errichtet.        | 35689020 | BW   |
| Am alten Fliegerhorst 52 - 58 53° 32′ 45″ N, 7° 53′ 3″ O  | Mehrfamilienhaus | Eingeschossiger Ziegelbau mit steilem Satteldach; Symmetrisch aufgeteiltes Mehrfamilienwohnhaus, ausgebautes Dachgeschoss mit Gauben, Giebeldreiecke horizontal verbrettert. 1936 errichtet. | 39584050 | BW   |
| Am alten Fliegerhorst 53 / 55 53° 32′ 42″ N, 7° 52′ 58″ O | Doppelhaus       | Eingeschossiger Ziegelbau mit steilem Satteldach. Doppelhaus mit symmetrischer Aufteilung. Augebautes Dachgeschoss mit Gauben, Giebeldreiecke horizontal verbrettert. 1936 errichtet.        | 35689048 | BW   |
| Am alten Fliegerhorst 57 / 59 53° 32′ 43″ N, 7° 52′ 58″ O | Doppelhaus       | Eingeschossiger Ziegelbau mit steilem Satteldach. Doppelhaus mit symmetrischer Aufteilung. Augebautes Dachgeschoss mit Gauben, Giebeldreiecke horizontal verbrettert. 1936 errichtet.        | 35689076 | BW   |
| Am alten Fliegerhorst 60 - 66 53° 32′ 45″ N, 7° 53′ 5″ O  | Mehrfamilienhaus | Eingeschossiger Ziegelbau mit steilem Satteldach; Symmetrisch aufgeteiltes Mehrfamilienwohnhaus, ausgebautes Dachgeschoss mit Gauben, Giebeldreiecke horizontal verbrettert. 1936 errichtet. | 39584128 | BW   |
| Am alten Fliegerhorst 61 - 67 53° 32′ 44″ N, 7° 52′ 58″ O | Mehrfamilienhaus | Eingeschossiger Ziegelbau mit steilem Satteldach; Symmetrisch aufgeteiltes Mehrfamilienwohnhaus, ausgebautes Dachgeschoss mit Gauben, Giebeldreiecke horizontal verbrettert. 1936 errichtet. | 35689104 | BW   |
| Am alten Fliegerhorst 68 53° 32′ 45″ N, 7° 53′ 7″ O       | Wohnhaus         | Eingeschossiges Holzhaus unter Satteldach, um 1936 errichtet. | 35689300 | BW   |
| Am alten Fliegerhorst 53° 32′ 45″ N, 7° 52′ 58″ O         | Trafostation     | Ziegelbau über annähernd quadratischer Grundriss unter Flachdach, Tür und Tore aus Stahlblech.1936 errichtet.                                                                                | 35689132 | BW   |
| Am alten Fliegerhorst 69 / 71 53° 32′ 45″ N, 7° 53′ 0″ O  | Doppelhaus       | Eingeschossiger Ziegelbau mit steilem Satteldach. Doppelhaus mit symmetrischer Aufteilung. Augebautes Dachgeschoss mit Gauben, Giebeldreiecke horizontal verbrettert. 1936 errichtet.        | 35689160 | BW   |
| Am alten Fliegerhorst 73 / 75 53° 32′ 46″ N, 7° 53′ 2″ O  | Doppelhaus       | Eingeschossiger Ziegelbau mit steilem Satteldach. Doppelhaus mit symmetrischer Aufteilung. Augebautes Dachgeschoss mit Gauben, Giebeldreiecke horizontal verbrettert. 1936 errichtet.        | 35689188 | BW   |
| Am alten Fliegerhorst 77 / 79 53° 32′ 46″ N, 7° 53′ 4″ O  | Doppelhaus       | Eingeschossiger Ziegelbau mit steilem Satteldach. Doppelhaus mit symmetrischer Aufteilung. Augebautes Dachgeschoss mit Gauben, Giebeldreiecke horizontal verbrettert. 1936 errichtet.        | 35689216 | BW   |
| Am alten Fliegerhorst 81 - 87 53° 32′ 46″ N, 7° 53′ 6″ O  | Mehrfamilienhaus | Eingeschossiger Ziegelbau mit steilem Satteldach; Symmetrisch aufgeteiltes Mehrfamilienwohnhaus, ausgebautes Dachgeschoss mit Gauben, Giebeldreiecke horizontal verbrettert. 1936 errichtet. | 35689244 | BW   |
| Am alten Fliegerhorst 89 / 91 53° 32′ 47″ N, 7° 53′ 7″ O  | Doppelhaus       | Eingeschossiger Ziegelbau mit steilem Satteldach. Doppelhaus mit symmetrischer Aufteilung. Augebautes Dachgeschoss mit Gauben, Giebeldreiecke horizontal verbrettert. 1936 errichtet.        | 35689272 | BW   |
| Am alten Fliegerhorst 53° 32′ 46″ N, 7° 53′ 0″ O          | Nebengebäude     | Auf den rückwärtigen Gartengrundstücken gelegene, und zum Teil mehreren Wohnhäusern zugeordnete, eingeschossige Backsteingebäude unter flachen Satteldächern (Vorratsräume und Waschküche).  | 39938860 | BW   |
| Upjeversche Straße 2 / 3 53° 32′ 33″ N, 7° 53′ 5″ O       | Doppelhaus       | Eingeschossiger Ziegelbau mit steilem Satteldach. Doppelhaus mit symmetrischer Aufteilung. Augebautes Dachgeschoss mit Gauben, Giebeldreiecke horizontal verbrettert. 1936 errichtet.        | 35688322 | BW   |
| Upjeversche Straße 2a 53° 32′ 32″ N, 7° 53′ 5″ O          | Wohnhaus         | Eingeschossiger Ziegelbau unter traufständigem Satteldach. Giebeldreieck horizontal verbrettert. 1936 errichtet.                                                                             | 35688244 | BW   |
| Upjeversche Straße 4 / 5 53° 32′ 35″ N, 7° 53′ 5″ O       | Doppelhaus       | Eingeschossiger Ziegelbau mit steilem Satteldach. Doppelhaus mit symmetrischer Aufteilung. Augebautes Dachgeschoss mit Gauben, Giebeldreiecke horizontal verbrettert. 1936 errichtet.        | 35688350 | BW   |
| Upjeversche Straße 7 53° 32′ 40″ N, 7° 53′ 6″ O           | Pumpstation      | | 39938741 | BW   |
| Upjeversche Straße 7 53° 32′ 42″ N, 7° 53′ 6″ O           | Nebengebäude     | | 35688378 | BW   |
| Upjeversche Straße 7a 53° 32′ 41″ N, 7° 53′ 5″ O          | Garagenanlage    | Langgestreckter eingeschossiger Baukörper bestehend aus 18 Garagen. Massivbau in Ziegelbauweise unter Flachdach. Bauzeit 1936.                                                               | 35688434 | BW   |
| Upjeversche Straße 8 53° 32′ 42″ N, 7° 53′ 6″ O           | Wohnhaus         | Eingeschossiger Ziegelbau unter traufständigem Satteldach. | 39950299 | BW   |
| Upjeversche Straße 9 53° 32′ 43″ N, 7° 53′ 6″ O           | Pumpenhaus       | Eingeschossiger Ziegelbau mit kleinformatigen Fensteröffnungen unter steilem Satteldach. 1936 errichtet.                                                                                     | 35688406 | BW   |
| Zum Upjever Forst 1 / 3 53° 32′ 37″ N, 7° 53′ 6″ O        | Doppelhaus       | Eingeschossiger Ziegelbau mit steilem Satteldach. Doppelhaus mit symmetrischer Aufteilung. Augebautes Dachgeschoss mit Gauben, Giebeldreiecke horizontal verbrettert. 1936 errichtet.        | 35688517 | BW   |
| Zum Upjever Forst 2 / 4 53° 32′ 38″ N, 7° 53′ 6″ O        | Doppelhaus       | Eingeschossiger Ziegelbau mit steilem Satteldach. Doppelhaus mit symmetrischer Aufteilung. Augebautes Dachgeschoss mit Gauben, Giebeldreiecke horizontal verbrettert. 1936 errichtet.        | 35688545 | BW   |
| Zum Upjever Forst 5 / 7 53° 32′ 37″ N, 7° 53′ 3″ O        | Doppelhaus       | Eingeschossiger Ziegelbau mit steilem Satteldach. Doppelhaus mit symmetrischer Aufteilung. Augebautes Dachgeschoss mit Gauben, Giebeldreiecke horizontal verbrettert. 1936 errichtet.        | 35688489 | BW   |
| Zum Upjever Forst 6 / 8 53° 32′ 38″ N, 7° 53′ 4″ O        | Doppelhaus       | Eingeschossiger Ziegelbau mit steilem Satteldach. Doppelhaus mit symmetrischer Aufteilung. Augebautes Dachgeschoss mit Gauben, Giebeldreiecke horizontal verbrettert. 1936 errichtet.        | 35688573 | BW   |
| Zum Upjever Forst 9 / 11 53° 32′ 37″ N, 7° 53′ 1″ O       | Doppelhaus       | Eingeschossiger Ziegelbau mit steilem Satteldach. Doppelhaus mit symmetrischer Aufteilung. Augebautes Dachgeschoss mit Gauben, Giebeldreiecke horizontal verbrettert. 1936 errichtet.        | 35688461 | BW   |
| Zum Upjever Forst 10 / 12 53° 32′ 38″ N, 7° 53′ 1″ O      | Doppelhaus       | Eingeschossiger Ziegelbau mit steilem Satteldach. Doppelhaus mit symmetrischer Aufteilung. Augebautes Dachgeschoss mit Gauben, Giebeldreiecke horizontal verbrettert. 1936 errichtet.        | 35688601 | BW   |